# كارل اريك هولم
كارل اريك هولم (بالسويدية: Karl Eric Holm)‏ هو قائد عسكري سويدي، ولد في 3 يونيو 1919 في فالشوبنغ في السويد، وتوفي في 27 يوليو 2016 في ستوكهولم في السويد.